# Ruptura oxidativa de alquenos
La ruptura oxidante de alquenos es un procedimiento químico en el cual un alqueno se descompone mediante la ruptura de su/s doble/s enlace/s carbono-carbono formando compuestos con menor cantidad de carbonos y mayores grados de oxidación. La ruptura oxidante puede producirse por tratamiento con permanganato o por ozonólisis.

## Reacciones

### Ruptura oxidante con permanganato
La ruptura oxidante con permanganato se produce cuando el alqueno reacciona con una solución ácida o neutra concentrada de permanganato a altas temperaturas. Como resultado de la reacción se oxidan totalmente los dobles enlaces carbono-carbono de la molécula, pudiendo formarse ácidos carboxílicos, cetonas y dióxido de carbono como productos de la reacción.

### Ruptura oxidante por ozonólisis
La ruptura oxidante por ozonólisis ocurre cuando un alqueno reacciona con ozono a bajas temperaturas formando un ozónido y luego es roto por descomposición reductora o descomposición oxidante.

La descomposición reductora no oxida totalmente los carbonos del doble enlace, dando como productos aldehídos y/o cetonas.

Mediante la descomposición oxidante se obtienen los mismos productos que con el tratamiento con permanganato.

## Importancia analítica
La ruptura oxidante fue un método utilizado para determinar la posición de los dobles enlaces carbono-carbono en los alquenos simples.